# Piotr Zaborowski (grafik)
Piotr Marcin Zaborowski (ur. 6 września 1953 w Warszawie, zm. 15 stycznia 2020 w Warszawie) – polski grafik, malarz, rysownik, felietonista. Laureat wielu nagród i wyróżnień w konkursach graficznych.
Autor dwustu felietonów na temat historii, kultury i sztuki zamieszczanych w miesięczniku historycznym
"Mówią Wieki".

## Życiorys
Piotr Zaborowski urodził się 6 września 1953 roku w Warszawie. Jego rodzice Krystyna i Paweł Zaborowscy
zajmowali się fotografią. Edukację rozpoczął w Szkole Podstawowej nr 34 im. Stanisława Dubois przy ul. Drewnianej 8 na warszawskim Powiślu. W 1968 roku rozpoczął naukę w Państwowym Liceum Sztuk Plastycznych w Łazienkach Królewskich w Warszawie, gdzie zdał maturę w 1972 roku. W tym samym roku zaczął studia na Wydziale Grafiki Akademii Sztuk Pięknych w Warszawie.
Na zajęcia z malarstwa uczęszczał do pracowni prof. Teresy Pągowskiej i prof. Jerzego Tchórzewskiego.
Dyplom z Grafiki Warsztatowej z wyróżnieniem otrzymał w 1977 roku w pracowni prof. Haliny Chrostowskiej. Oprócz grafiki zajmował się malarstwem, rysunkiem, grafiką użytkową i fotografią.
W latach 1974 – 2010 brał udział w wielu wystawach zbiorowych w kraju i zagranicą. Robił też wystawy indywidualne.
W 1978 roku zawarł związek małżeński z Małgorzatą Wasylewską, malarką.
W 1984 roku urodziła się ich córka Anna, fotograficzka.
Przez wiele lat współpracował z magazynem historycznym "Mówią Wieki"; najpierw jako grafik projektował
okładki i wykonywał ilustracje do felietonów, następnie od 2003 roku pisał felietony "Pocztówka z historią".
Wykorzystywał w nich swoją rozległą wiedzę o sztuce i kulturze, a dzięki swoim bibliofilskim
pasjom znajdował ciekawostki i cytaty do każdego z opisywanych tematów.
Piotr Zaborowski zmarł 15 stycznia 2020 roku w wieku 66 lat.
Spoczywa w grobie rodzinnym na Powązkach – Cmentarzu Wojskowym w Warszawie.

## Twórczość
Piotr Zaborowski swoje prace graficzne tworzył w tradycyjnej, ale trudnej i pracochłonnej technice: akwaforcie i
akwatincie. Poruszał w nich, podobnie jak w obrazach i rysunkach, najbardziej istotne problemy ludzkiej egzystencji: szukanie własnej tożsamości, ale też samotność, przemoc, dominację. Bardzo wymowne w treści, a jednocześnie proste w formie prace przyniosły mu nagrody i wyróżnienia w konkursach graficznych.
Swoje prace pokazywał na wystawach indywidualnych w Warszawie, Łodzi, Poznaniu, Krakowie.
Brał też udział w wielu wystawach zbiorowych w Polsce i za granicą takich jak:
- Międzynarodowe Biennale Grafiki w Krakowie, w latach 1980 i 1988
- "Młoda Ekspresja", Paryż 1982
- Arsenał ’88, Warszawa 1988
- Międzynarodowe Triennale Rysunku, Wrocław 1992
- "Wielka Wystawa Sztuki", Düsseldorf 1994
- wystawy grafiki polskiej za granicą m.in. w Kilonii (1979), Kairze (1980), Lizbonie (1981), Miluzie (1981), Hongkongu (1982), Osace (1984), Tajpej (1985).

Na początku lat 90. swoją aktywność twórczą skierował w stronę malarstwa. Powstały obrazy z cyklu:
Wnętrza (1991-3), Postumenty (1992) i inne. Przeważają prace czarno-białe, lub monochromatyczne, szare z
ostrymi akcentami czerwieni. Wyróżniają się wśród nich czerwone wnętrza. Czerń, biel i czerwień to ulubione
kolory artysty.
Jednocześnie  powstają cykle rysunków piórkiem i kolorowych gwaszy, stopniowo coraz oszczędniejsze w formie, idące w kierunku geometryzacji i syntezy.
Grafiki Piotra Zaborowskiego znajdują się w zbiorach Biblioteki Narodowej, Zachęty oraz w licznych kolekcjach w kraju i za granicą.

## Nagrody i wyróżnienia
- 1977-88 – 7 wyróżnień w konkursie "Najlepsza Grafika Miesiąca", Warszawa
- 1979 – II. nagroda w Ogólnopolskim Konkursie na Grafikę, Łódź
- 1982 – II. nagroda na 5. Europejskim Biennale Grafiki, Miluza